# Alexandre Lounguine
Pour les articles homonymes, voir Lounguine.
Alexandre Lounguine, né le 23 septembre 1971 à Moscou (RSFS de Russie), est un réalisateur et scénariste russe,.
Il est le fils du cinéaste soviétique Pavel Lounguine et de la critique de cinéma Tatiana Jensen.

## Filmographie partielle

### Réalisateur
- 2010 - Phénomène naturel (Явление природы), coréalisé avec Sergueï Ossipian
- 2019 - La Grande Poésie

### Scénariste
- 2009 - Newsmakers (Горячие новости) de Anders Banke
- 2010 - Phénomène naturel (Явление природы) de Sergueï Ossipian et lui-même
- 2010 - Le Gars de Mars (Парень с Марса) de Sergueï Ossipian
- 2019 - Leaving Afghanistan (Братство) de Pavel Lounguine
- 2021 - Portrait d'un inconnu (Портрет незнакомца) de Sergueï Ossipian
- 2023 - Vassilissa et les gardiens du temps (Василиса и хранители времени) de Pavel Lounguine